# 水戸市立城東小学校
水戸市立城東小学校（みとしりつ じょうとうしょうがっこう）は、茨城県水戸市城東2丁目にある公立小学校。

## 沿革
出典
- 1873年（明治6年） - 蒼龍学校として根積町に開校。
- 1937年（昭和12年） - 水戸市城東尋常小学校と改称し、川崎町（現在地）に移転。
- 1938年（昭和13年）
  - 時期不明 - 大水害にて校舎浸水する被害発生。
  - 9月 - 再びに水害に遭う。
- 1941年（昭和16年） - 国民学校令により、水戸市国民学校と改称。
- 1945年（昭和20年） - 戦災により校舎焼失。
- 1947年（昭和22年） - 新学制により、水戸市立城東小学校と改称。
- 1953年（昭和28年） - 火災により校舎焼失。
- 1954年（昭和29年） - 校舎竣工。
- 1966年（昭和41年） - 蒼龍城完成。
- 1968年（昭和43年）
  - 時期不明 - プール建設。
  - 7月 - プール完成。
- 1970年（昭和45年） - 町名変更により城東2丁目7番62号となる。
- 1973年（昭和48年） - 創立100周年記念式典挙行。
- 1975年（昭和50年） - 校庭開放開始。
- 1977年（昭和52年） - 特殊学級開設。
- 1981年（昭和56年） - 新校舎竣工、屋内運動場（体育館、現在の校舎・体育館）竣工。同年、校訓「正しく・なかよく・たくましく」に改定。
- 1982年（昭和57年） - 校舎並びに屋内運動場（体育館）竣工式挙行。
- 1984年（昭和59年） - 総合遊具・谷川渡り完成。
- 1998年（平成10年） - 第1回城東ふれあい祭り開催。
- 2004年（平成16年） - PTA・教育振興会・子ども会育成連合会寄贈によるバックネット設置。
- 2011年（平成23年） - 3月11日午後に発生した東日本大震災による被災のための補修工事を行う。
- 2012年（平成24年） - 同年度から、水戸市立第三中学校との小中一貫教育開始[2]。
- 2013年（平成25年） - 創立140周年記念行事開催。
- 2023年（令和5年）5月27日 - この日開催の運動会を「創立150周年記念」として開催。

## 学区
出典
- 柵町（2丁目の一部・3丁目）、城東（1丁目～5丁目）、浜田2丁目の一部、東桜川の一部、東台（1丁目の一部・2丁目）、本町3丁目の一部、若宮町、若宮（1丁目・2丁目）

## アクセス
- 茨城交通
  - 3系統「桜川西団地」線で、「城東小学校」バス停下車後、徒歩約160m・約2～3分（学校プール側の門まで）。
  - 3系統「若宮団地線」・「桜川西団地」線で、「川岸通り」バス停下車後、徒歩約245m・約4分（校舎側の門まで）。

## 周辺
- 水戸市立城東幼稚園 - 同一敷地内で、かつ進学前幼稚園だったが、2022年4月に閉園した[4]。
- 水戸城東郵便局
- 水戸市南消防署城東分署
- 那珂川
  - 茨城県道253号水戸枝川線
  - 寿橋